# Phoenicagrion megalobos
Phoenicagrion megalobos – gatunek ważki z rodziny łątkowatych (Coenagrionidae).